# Antonio Carlos Ortega
Antonio Carlos Ortega (* 14. Juli 1971 in Málaga) ist ein spanischer Handballtrainer und ehemaliger Handballspieler, der zumeist auf Rückraum Rechts und Rechtsaußen eingesetzt wurde.

## Karriere

### Als Spieler
Der 1,84 m große Linkshänder begann seine Profikarriere in seiner Heimatstadt Málaga bei Maristas Málaga, in deren Männermannschaft (BM Puleva Málaga) er ab 1990 in der ersten spanischen Liga auflief. Von 1994 bis zu seinem Karriereende 2005 spielte er in der Liga ASOBAL für den spanischen Spitzenklub FC Barcelona. Mit sechs EHF-Champions-League-Siegen gehört er zu den erfolgreichsten Spielern des Wettbewerbs.
Mit der spanischen Nationalmannschaft gewann er bei den Olympischen Spielen 2000 die Bronzemedaille, bei den Olympischen Spielen 2004 wurde er Siebter. Bei der Europameisterschaft 1998 wurde er Vizeeuropameister, zwei Jahre später gewann er bei der EM 2000 noch einmal Bronze. Insgesamt bestritt er 144 Länderspiele, in denen er 507 Tore erzielte.

### Als Trainer

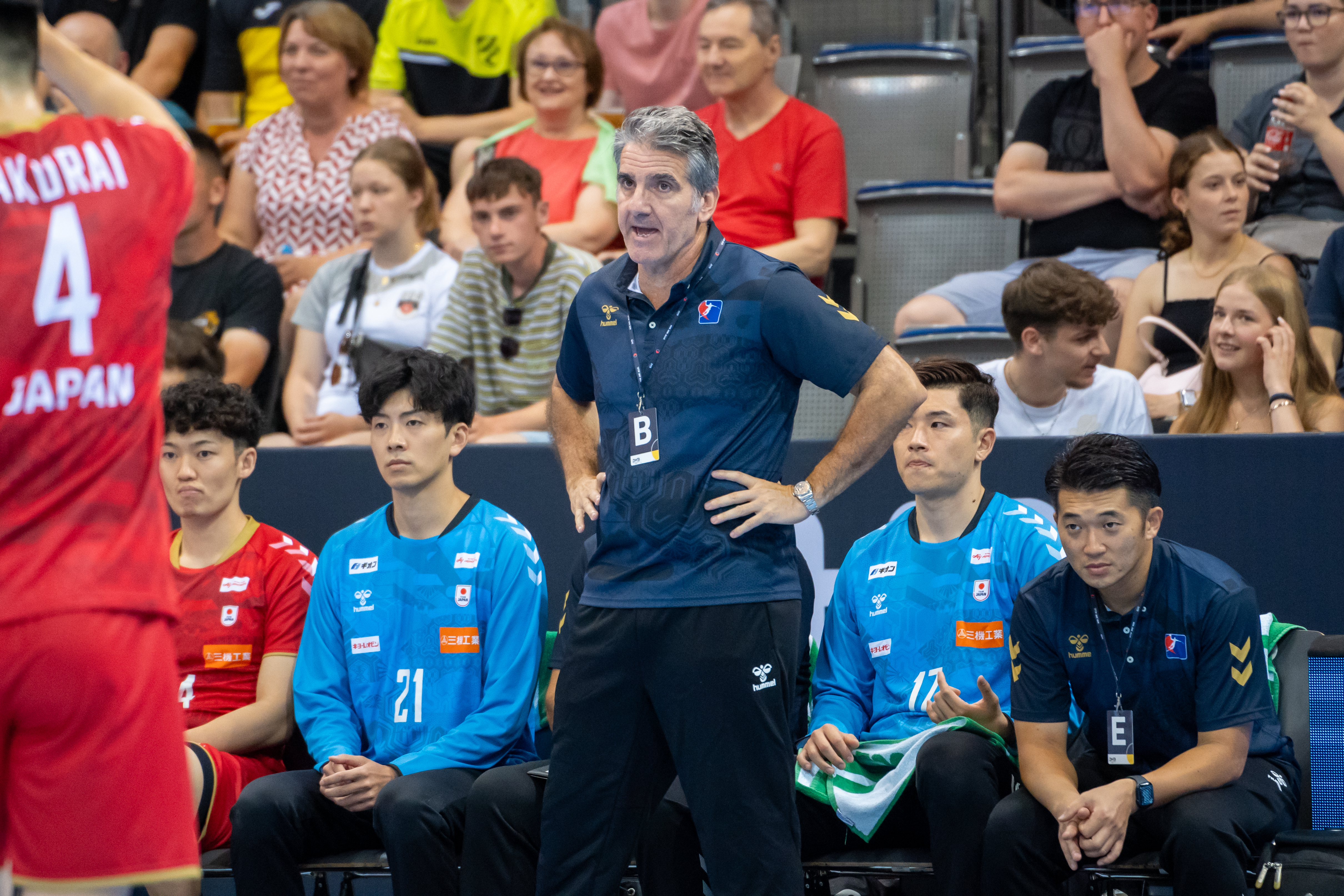
Ortega als Trainer der japanischen Nationalmannschaft

Nach seinem Karriereende übernahm Antonio Carlos Ortega den Trainerposten von Club Balonmano Antequera, mit dem er in seiner ersten Saison den Aufstieg in die Liga ASOBAL schaffte, und blieb dem Verein bis 2011 treu. Ab 2012 Juli trainierte er den ungarischen Topverein MKB-MVM Veszprém. In der Saison 2012/13 wurde er ungarischer Meister und Pokalsieger und erreichte das Viertelfinale der EHF Champions League 2012/13. Im September 2015 trennte sich Veszprém von ihm. Nach der Winterpause der Saison 2015/16 übernahm Ortega das Traineramt des dänischen Vereins KIF Kolding København, den er bis zum Saisonende 2016/17 trainierte. Anschließend übernahm er den deutschen Bundesligisten TSV Hannover-Burgdorf. Im Sommer 2021 wechselte er zum FC Barcelona. Mit Barcelona gewann er in der Saison 2021/22 sechs von sieben möglichen Titeln, darunter die EHF Champions League 2021/22.
Im April 2024 wurde er Trainer der japanischen Männernationalmannschaft, die sich für die Olympischen Sommerspiele 2024 qualifiziert hatte. Nach den Spielen wurde er in diesem Amt durch Toni Gerona abgelöst.

## Erfolge

### Als Spieler
- Liga ASOBAL 1996, 1997, 1998, 1999, 2000 und 2003
- Copa del Rey de Balonmano 1997, 1998, 2000 und 2004
- Copa ASOBAL 1995, 1996, 2000, 2001 und 2002
- Supercopa de España 1997, 1998, 2000, 2001 und 2004
- Pyrenäen-Liga 1998, 1999, 2000, 2001, 2002 und 2004
- Katalonien-Liga 1995 und 1997
- EHF Champions League 1996, 1997, 1998, 1999, 2000 und 2005
- Europapokal der Pokalsieger 1995
- EHF-Pokal 2003
- Europäischer Supercup 1997, 1998, 1999, 2000 und 2004
- Bronze bei den Olympischen Spielen 2000
- Silber bei der Europameisterschaft 1998
- Bronze bei der EM 2000

### Als Trainer
mit Veszprém
- Ungarischer Meister 2013, 2014, 2015
- Ungarischer Pokalsieger 2013, 2014, 2015

mit Barcelona
- EHF Champions League: 2022, 2024
- Spanischer Meister: 2022, 2023, 2024, 2025
- Spanischer Königspokal: 2022, 2023, 2024, 2025
- Spanischer Ligapokal: 2022, 2023, 2024, 2025
- Spanischer Supercup: 2021
- Supercopa Ibérica: 2022, 2023, 2024
- Katalanischer Supercup: 2021, 2022, 2023, 2024

## Privates
Antonio Ortega hat vier Kinder. Sein Sohn Manuel Ortega spielt ebenfalls Handball und debütierte mit dem von seinem Vater trainierten Team im September 2024.